# Corinna Mieth
Corinna Mieth  (* 1972 in Reutlingen) ist eine deutsche Philosophin.

## Leben
Corinna Mieth ist die Tochter des Moraltheologen Dietmar Mieth. Von 1992 bis 1999 studierte sie Philosophie und NDL (Neuere Deutsche Literatur) in Tübingen (April 1999: Magister Artium (M.A.) an der Universität Tübingen). Nach der Promotion 2002 an der Universität Tübingen war sie von 2003 bis 2010 wissenschaftliche Assistentin von Christoph Horn am Philosophischen Seminar der Universität Bonn. Nach der Habilitation 2009 in Bonn ist sie seit 2010 Professorin für Praktische Philosophie an der Ruhr-Universität Bochum.
Ihre Forschungsschwerpunkte sind positive Pflichten, Menschenrechte, Menschenwürde, globale Gerechtigkeit, Dilemmafälle in der Rechtsphilosophie, Utopien und Ethik und Ästhetik.

## Schriften (Auswahl)
- Das Utopische in Literatur und Philosophie. Zur Ästhetik Heiner Müllers und Alexander Kluges. Tübingen 2003, ISBN 3-7720-3338-5.
- mit Christoph Horn und Nico Scarano: Immanuel Kant: Grundlegung zur Metaphysik der Sitten. Frankfurt am Main 2007, ISBN 3-518-27002-8.
- Positive Pflichten. Über das Verhältnis von Hilfe und Gerechtigkeit in Bezug auf das Weltarmutsproblem. Berlin 2012, ISBN 3-11-025564-2.
- mit Anna Goppel und Christian Neuhäuser (Hg.): Handbuch Gerechtigkeit. Stuttgart 2016, ISBN 3-476-02463-6.